# Brug 870
Brug 870 is een kunstwerk in Amsterdam-Zuid.
De brug verzorgt de verbinding tussen de Amsteldijk en het Rozenoordpad en Dr. C.W. Ittmannpad, een wandel- en fietsstrook ten noorden van de Ringweg-Zuid. De brug is in 1975 ontworpen door Dirk Sterenberg werkend bij en voor de Dienst der Publieke Werken. Hij hield daarbij rekening met de brug 841, ook van zijn hand, die ongeveer 50 meter zuidelijker ligt. Zij is geheel van beton met een overspanning van twintig meter lang, een brugpijler in het midden, en een breedte van ongeveer 8 meter. Het geheel wordt gedragen door een betonnen paalfundering. De brugleuningen kregen de kleur groen mee, die vaker voorkomt in de wijk Buitenveldert. Sterenberg had als kleur oranje op het oog. Voor de aanleg van de brug moest een aantal bomen gerooid worden.
De brug ligt vast in het landschap terwijl de grond onder de op- en afritten langzaam slinkt, waardoor het wegdek van de brug niet meer goed aansluit op de aanvoerpaden.
Eind jaren zeventig kreeg de brug gezelschap van de veel grotere en drukkere Rozenoordbrug, zij voert de Rijksweg 10 over de Amstel. Deze brug was al ingetekend op het ontwerp van brug 870.

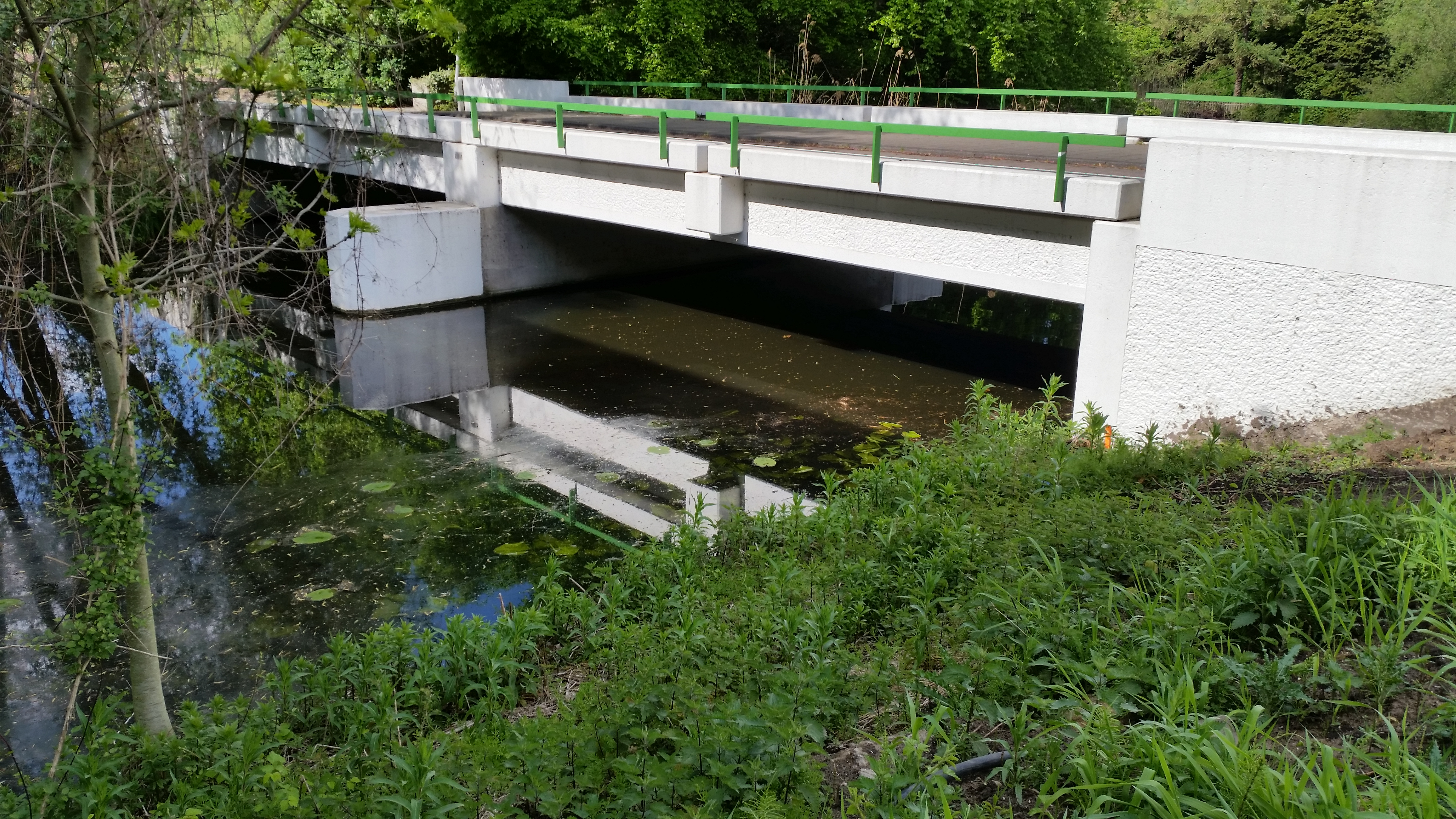
Zijaanzicht van brug 870

<<< · 801 · 802 · 803 · 804 · 805 · 808 · 811 · 812 · 813 · 814 · 815 · 816 · 817 · 818 · 819 · 820 · 821 · 822 · 823 · 824 · 825 · 826 · 827 · 828 · 829 · 830 · 831 · 832 · 833 · 834 · 835 · 836 · 837 · 838 · 839 · 840 · 841 · 842 · 844 · 845 · 846 · 848 · 849 · 850 ·  854 · 856 · 857 · 858 · 859 · 860 · 863 · 864 · 865 · 866 · 867 · 868 · 869 · 870 · 871 · 872 · 873 · 875 · 876 · 877 · 889 · 890 · 891 · 892 · 893 · 895 · 896 · 897 · 898 · 899 · >>>
Brugnummers 800, 806, 807, 809, 810, 843 (gesloopt, Uilenstede, Amstelveen), 847 (Uilenstede, Amstelveen) , 851 (gesloopt, Dirk Sterenberg), 852 (gesloopt, Dirk Sterenberg), 853 (gesloopt, Dirk Sterenberg), 855, 861, 862, 874, 878, 879, 880, 881, 882, 883, 884, 885, 886, 887, 888, 894 zijn niet (meer) vergeven.